# Shirván Montañosa
La Región Económica de Shirván Montañosa es una de las 14 regiones económicas de Azerbaiyán. Limita con las regiones económicas de Shaki-Zagatala, Guba-Jachmaz, Absherón-Jizi, Shirván-Salyan y Aran Central. La región comprende los distritos de Aghsu, Ismailli, Gobustán y Shamaji. Tiene una superficie de 6130 km². Su población se estimó en 324.8 mil habitantes en enero de 2021.

## Geografía
La mayor parte de la zona es montañosa y comparte fronteras con la región económica de Arán, al sur, y con la región de Shaki-Zagatala. en el noroeste, las regiones económicas de Guba-Jachmaz en el noreste y las de Absherón en el este. Azerbaiyán posee una gran variedad de flora y fauna. Dentro del territorio de la República, Hay alrededor de 4.100 especies de vegetación.
El clima es semidesértico y una ladera seca (Gobustán), clima templado cálido con veranos secos, clima moderadamente cálido con inviernos secos (zonas con altitudes de 1000 a 1200 m en las laderas nororientales de las montañas del Gran Cáucaso), Clima templado con distribución uniforme de precipitaciones durante el año (la parte norte de la región de Ismaili y la parte noroeste de Shamaji) y clima de tundra montañosa (zona del pico Babadag a más de 3000 m de altitud).

## Economía

### Manufactura
La región alberga una pequeña industria manufacturera que incluye fabricación de alfombras, producción de contenedores, procesadores de madera y materiales de construcción y reparación de maquinaria agrícola. Sus industrias agrícolas incluyen la producción de mantequilla y queso, fábricas de conservas, vinificación y empresas frutícolas.
Entre 2004 y 2008, se fundaron más de 250 empresas en la zona, creando cerca de 19.000 nuevos empleos. Desde 2009, el número de empresas industriales aumentó de 39 a 44.
En 2016, en el marco de un programa para proporcionar préstamos concesionales a empresarios en Azerbaiyán, 30 sujetos de la zona recibieron préstamos preferenciales por un total de 262.000 manats.
|                                                                 | 2010  | 2012  | 2013  | 2014  | 2015  | 2016  |
| Número de empresas en funcionamiento                            | 39    | 40    | 40    | 39    | 44    | 44    |
| Productos industriales (miles de azn)                           | 10265 | 13234 | 20382 | 18672 | 17140 | 19631 |
| Peso específico del sector no público en el producto industrial | 19.3  | 40.8  | 46.6  | 51.2  | 44.2  | 40.2  |
| Número promedio de trabajadores                                 | 1564  | 1826  | 1955  | 2054  | 2002  | 2249  |
| Salario promedio                                                | 195.1 | 231   | 279.6 | 297.1 | 308.9 | 319.3 |

### Agricultura
La agricultura en Azerbaiyán incluye la producción de cultivos y la ganadería. Se da prioridad al desarrollo de los cereales, el algodón, las hortalizas, Papas, frutas, viticultura, tabaco, ganadería, avicultura y cría de caballos. En 2008, la producción agrícola representó el 63,1%. de productos agrícolas, mientras que la producción ganadera representó el 36,9%. Entre 1995 y 2008, la proporción de la producción agrícola aumentó un 4,5%, Asimismo, la proporción de ganado se redujo en un 4,5%.
Las ramas de la agricultura incluyen la viticultura, la vinificación, la ganadería y la producción de cereales. En las regiones montañosas se cultivan patatas y en las llanuras, algodón. La apicultura, la sericultura, la jardinería y el cultivo de hortalizas y frutas están bien desarrollados. La superficie dedicada al cultivo de uva es de 10.324 hectáreas. El número de cabezas de ganado alcanzó 729.949 en 2018. La falta de agua dulce es un problema.[cita requerida]

## Transporte
El ferrocarril Bakú-Tiflis facilita el acceso a los países de la CEI. La autopista Bakú-Gazaj atraviesa la región montañosa de Shirván y conecta la capital del país con las regiones orientales. En general, el sistema de transporte, tanto interno como interregional, no está bien desarrollado en la región montañosa de Shirván. La reconstrucción de las carreteras de la región pretende lograr avances en la conexión de las partes Este y Oeste. Se reconstruyó el tramo Bakú-Shamakhi de la carretera. De acuerdo con el proyecto de organización del sistema de transporte, Se renovó la circunvalación Bakú-Gobustán-Shamakhi. Esto se ajusta al Programa Estatal para el desarrollo del sistema de transporte de la región.
La longitud total de las carreteras de la región es de 1989 kilómetros. Hay carreteras interregionales y de importancia intrínseca, con un 33,1% y un 66,9% respectivamente.
Se estableció una organización regional para regular el sistema de transporte automotriz en el distrito de Shamakhi. El sistema de transporte se ha mejorado tras el establecimiento de la organización regional. Por ejemplo, se reconstruyeron carreteras en el distrito de Agsu y se construyeron varias nuevas carreteras entre rutas como Baku-Shamakhi-Yevlakh, Agsu-Khanbulag-Nydu, Zargova, Padar-Rahimli-Arabsarvan, Chaparli-Cafarli, Sangalan, Dilman-Xatman, Bozavand, Muganli-Ismayilli, Garamaryam-Ismayilli-Shaki, Basgal-Sulut, Sardahar-Tircan, Garaybayli-Gubakhalilli, Nasimi-Gonagkend, Shamakhi-Zarat-Kheybari, Churyurd-Qizmeydan-Piribayli, Rasadkhana-Avakhil, y Shamakhi-Chol-Goylar. Para mejorar la infraestructura de transporte en la región, se construyeron puentes y presas de protección. Presas de protección como la de Girdiman (220 metros) El río y el asentamiento de Lahic (550 metros) son algunos de ellos. Sin embargo, se construyó un metro entre la estación de Padar y la aldea de Chol-Koyler para mejorar la producción vinícola y vitivinícola de la región.

## Comunicación
El sistema de comunicación se implementa de acuerdo con los servicios de comunicación más modernos de la región. De esta manera, Se prestaron servicios financieros en las aldeas a través de la plataforma AzerPocht. La intercomunicación en la red postal se implementó mediante la plataforma satelital. Los lugares con baja conexión, como las aldeas, se utilizan como inventarios satelitales. Según las estadísticas, Hay 56 teléfonos para cien familias en la región. La mayoría se encuentran en las ciudades y la menor cantidad en los pueblos (82 y 45 unidades, respectivamente).

## Educación
Hay escuelas secundarias y sucursales de instituciones de educación superior (la sucursal Shamakhi de la Universidad Pedagógica Estatal y la Universidad de Odlar Yurdu), así como instituciones culturales. En el área del Observatorio Pikulinski operado por Parea se concentran las instalaciones educativas, así como las instituciones culturales.